# Strategos

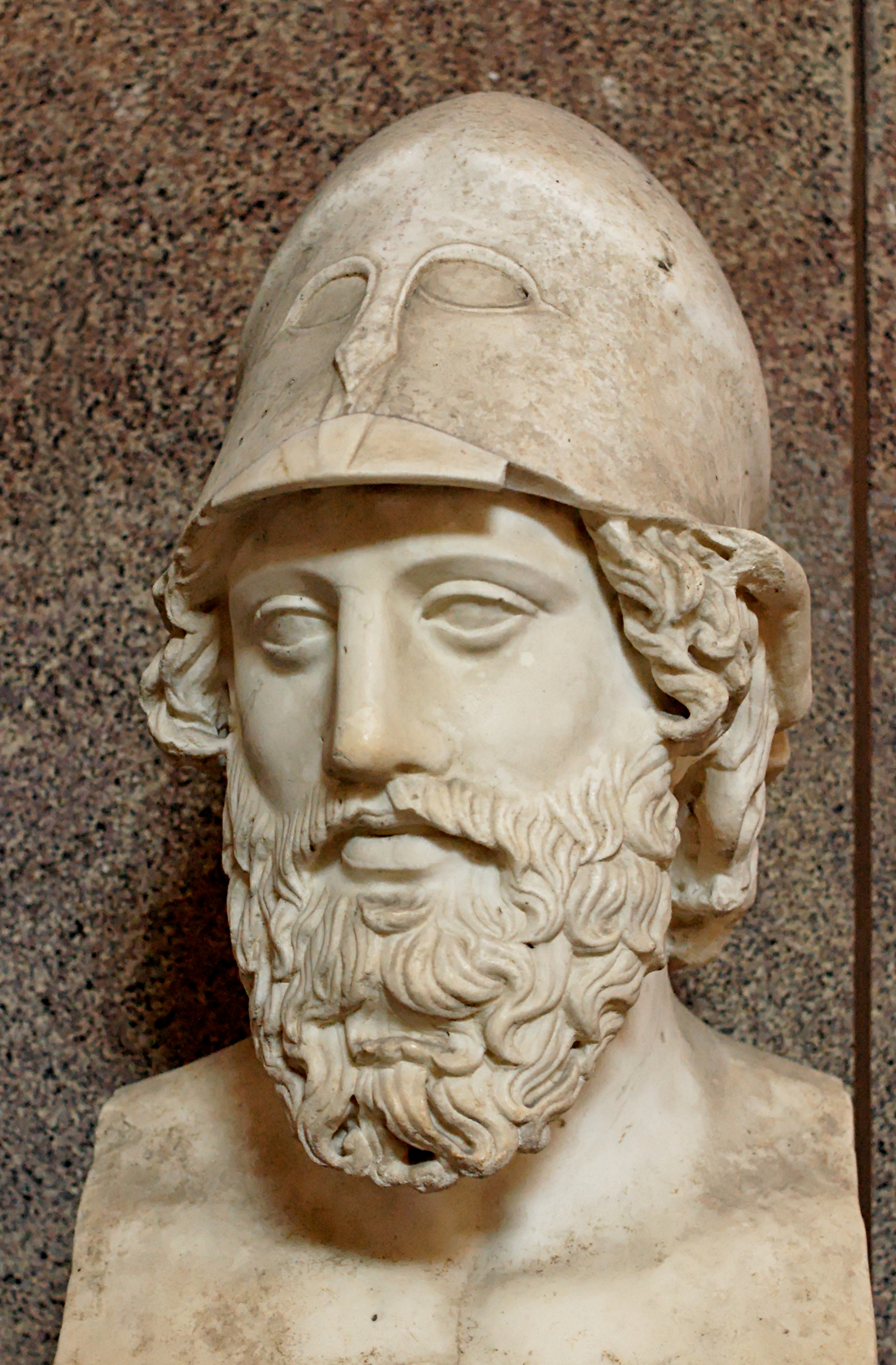
Busto de un strategos griego desconocido. Copia romana de mármol de la época de Adriano, de un original griego de c. 400 a. C.

Strategos, castellanizado estratego (del latín stratēgus y este del griego στρατηγός, plural στρατηγοί, strategoi, en griego dórico στραταγός, stratagos), era el nombre usado en la Antigua Grecia para designar al general, más bien, al comandante en jefe y supremo de un cuerpo militar terrestre. Era uno de los magistrados de la Antigua Atenas. En los imperios helenístico y bizantino también servía para describir a un gobernador militar.

## Origen
El término strategos proviene de la reforma de 501/500 a. C., realizada por Clístenes, con la creación de una junta de jefes o comandantes militares de las diez tribus atenienses. Esta innovación debe considerarse en el contexto del desarrollo constitucional griego de la Época Arcaica: cuando la polis se desarrolló a partir de la monarquía, el mando militar se institucionalizó en los magistrados civiles, y sólo Esparta conservó reyes hereditarios, una monarquía peculiar colegiada (diarquía) con limitados poderes nacionales y con el mando total del ejército en campaña.
La palabra strategos no aparece en la obra de Arquíloco, pese a que ya era el nombre de los comandantes tribales tras las reformas clisténicas. Al respecto, hay una teoría de que strategos designaba al comandante ad hoc para las campañas que tenían lugar allende las fronteras del Ática, pero carece de una base detallada: un estratego ateniense de la primera guerra sagrada resulta tan mítico como dicha guerra; y la estrategia desarrollada por Pisístrato para conquistar Nisea en 561-560 a. C. seguramente constituye un anacronismo para el cargo de polemarco.
El lenguaje impreciso y anacrónico tanto de Heródoto como de Aristóteles impiden trazar la relación entre la magistratura de polemarco y el término strategos en Atenas, entre el siglo VII a. C. y la sustitución del polemarco en el alto mando por la junta de strategoi, fruto de las reformas de 487/486 a. C. Antes de esta fecha era preceptiva la consulta con el polemarco, a partir de entonces el método de la elección de los arcontes, y por ende la del polemarca, cambió a ser por sorteo, de ahí el anacronismo del historiador de Halicarnaso al decir:

...fue entonces cuando Milcíades, como existía una undécima persona con derecho a voto, el ateniense elegido por sorteo para el cargo de polemarco —pues antiguamente los atenienses concedían al polemarco la misma capacidad de decisión que a los estrategos—...
Heródoto, Historia VI.109.2

## Atenas en época clásica
Se elegían, a razón de uno por tribu, para mandar las fuerzas que cada una de ellas aportaba a la totalidad del ejército, y formaban el Estado Mayor del polemarco, en esta época jefe supremo del ejército ateniense. Eran elegidos para el plazo de un año y sus cargos eran reelegibles.
Paralelismos con batallas posteriores a la de Maratón sugieren que el general a menudo era herido o matado en su puesto dentro de la falange.
En la época de Cimón, de cada tribu se elegía un estratego. En la de Aristóteles eran elegidos de entre todas, indistintamente, entre todos los ciudadanos.
La Ekklesía (asamblea ateniense) podía deponerlos y multarlos en cualquier momento. Pericles, strategos en el año 431 a. C. «no convocaba a la Asamblea». Una de sus prerrogativas como generales, según un decreto ateniense, era que podían o no convocarla. Podían además proponer mociones en las sesiones de la misma: una inscripción comienza con la fórmula «por la moción de los strategoi».
En época de guerra, gozaban de gran libertad ejecutiva, más que la compatible con el ejercicio de un control estricto, y por ende de soberanía, de la Asamblea. Un ejemplo sería el de Formión, que si hubiera esperado la aprobación de la Ekklesía para signar una alianza con Acarnania, no hubiera sido posible. Si la decisión de un strategos resultaba equivocada, se arriesgaba a su deposición, e incluso su procesamiento y eventual ejecución. La dificultad de las comunicaciones terrestres, debido a la lejanía de la polis del teatro de operaciones militares, le confería de facto la iniciativa. O como en el caso de Demóstenes, que en el 426 a. C., año en el que no era strategos, aunque sí en el precedente, pero como su victoria en Acarnania le había devuelto la fama tras su derrota en Etolia, fue de iure autorizado expresamente por la asamblea de Atenas a «disponer libremente de la flota en torno al Peloponeso». Sin embargo, conquistó Pilos sin la aprobación expresa de aquella.
En el 415 a. C., con el escaso éxito que estaba obteniendo la Liga de Delos en Sicilia, a cuya cabeza estaban los estrategos atenienses Nicias, Lámaco y Alcibíades, debatían la estrategia a tomar valorando las posibles opciones. El punto de vista del primero, a pesar de la instrucción expresa de la Ekklesía de atacar primero la polis de Selinunte, no se impuso. Aunque las instrucciones emitidas por la Asamblea no dejaban de ser ambiguas, ya que Nicias alude a una carta de dicho órgano de gobierno de atacar Siracusa, cambiando el objetivo de la anterior instrucción.

### Procesos contrastrategos
De 492 a 322 a. C., hubo en Antenas 130 procesos de eisangelia, de los que 34 fueron contra estrategos. La eisangelia ante el pueblo fue una espada de Damocles sobre la cabeza de los generales atenienses, no solo porque lo atestiguan el gran número de procesos, sino también por cómo hablan de ellos los oradores, como por ejemplo, Demóstenes en este pasaje de la Primera Filípica: «Ahora bien las cosas han llegado a tal grado de desvergüenza, que cada general es juzgado dos o tres veces ante vosotros en causas de pena capital». La crítica de Demóstenes data del año 351 a. C. y se puede juzgar su veracidad si se tiene en cuenta el periodo de 432 a 355 a. C. para comparar el número total de stategoi atenienses que figuran en los registros oficiales con el número de eisangelias incoadas contra ellos. Para esos 60 años se conocen 143 estrategos, que detentaron 289 estrategias de un total de 770. De estos 143, 35 fueron denunciados al pueblo, uno tres veces, otro dos veces. Las fuentes muestran que al menos el 20% de los generales habían de hacer frente pronto o tarde a una eisangelia: En otras palabras, para cada colegio de diez estrategos había probablemente al menos dos que, en el curso de su carrera militar, serían denunciados. Y la primera eisangelia era a menudo la última, puesto que acababan frecuentemente con la condena a muerte, por lo que preferían exiliarse y dejarse condenar por contumacia.
Un strategos era a menudo denunciado ante el pueblo por una batalla perdida o una campaña desafortunada. Las fuentes muestran que la acusación era siempre formulada en términos de corrupción o de traición, que exigían una eisangelia. No está atestiguado ni un solo ejemplo de acusación formulada en términos de incompetencia, ni de un strategos llevado ante los tribunales para responder de haber perdido una campaña militar.

## Periodos helenístico y romano
Filipo II de Macedonia fue elegido strategos autokrator (comandante en jefe con plenos poderes) de la Liga de Corinto. Parmenión, el general macedonio, ostentaba el título de strategos del ejército macedonio.
Durante la República romana y el Principado, los historiadores griegos se referían a menudo con el término de strategos a la magistratura romana político-militar de pretor. Tal uso se puede encontrar en el Nuevo Testamento: Hechos 16:20 se refiere a los magistrados de Filipos como strategoi (στρατηγοί). Equivalente al antistrategos («vice-strategos»), para referirse al propretor.
En los reinos helenísticos de los diádocos, sobre todo en el Egipto Lágida, strategos era una magistratura gubernamental de los nomos. En Egipto, la única magistratura y título de epistrategos (ἐπιστράτηγος, "sobre-general") fue creada a comienzos del siglo II a. C., que sobrevivió intacta en la época romana. Existieron dos: uno para la Chora (el Bajo Egipto excepto Alejandría) y otro para la Tebaida, actuando como virreyes que controlaban a sus subordinados, los strategoi de los nomos.

## Imperio bizantino
El término siguió usándose en el griego hablado en el Imperio bizantino. Inicialmente, se empleó junto con el de stratelates y, menos habitualmente, con stratopedarches, para traducir la magistratura militar suprema llamada magister militum (el general al mando del Ejército de campaña); también pudo usarse para denominar a los duces regionales. En el siglo VII, con la creación de los temas su papel cambió: como los ejércitos de campaña fueron reasentados se convirtió en la base de los temas territoriales, sus generales también asumieron nuevas responsabilidades, con la combinación de sus deberes militares con el gobierno civil de los temas. Los primeros temas eran muy pocos y extensos, y en el siglo VIII, los strategoi provinciales estaban en constante antagonismo con el emperador en Constantinopla, sublevándose con frecuencia contra él. En respuesta, los temas fueron progresivamente divididos y el número de strategoi aumentó, diluyendo su poder: mientras que c. el año 842 el Taktikon Uspensky lista 18 strategoi, el Escorial Taktikon, escrito c. 971–975, enumera casi 90. Este proceso fue fomentado por las conquistas del siglo X, con la consiguiente creación de varios temas fronterizos nuevos y más pequeños. Durante esta época, el strategos del tema anatólico que gozaba de prioridad sobre los demás y constituía uno de los más altos magistraturas del Estado, además de ser de las pocas de las que los eunucos fueron excluidos. Al mismo tiempo, los temas de Oriente (Anatolia), eran superiores a los occidentales (Europa). Esta distinción estuvo especialmente marcada en el pago al presidente de los strategoi: mientras que los de los temas orientales recibían su salario directamente de las arcas del Estado, sus homólogos occidentales tenían que aumentar su salario con los productos de sus provincias.
En la actualidad corresponde al rango militar máximo de un oficial en el Ejército Griego.

## Otros usos
- En castellano es estratego[27] tal y como recoge el diccionario de la lengua española de la Real Academia Española.
- Strategos (en castellano, Estrategos) también fue el nombre del caballo favorito del general Aníbal
- strategos.ning.com